# Cadillac STS
Az STS a General Motors felsőközépkategóriájú autója, a Cadillac Seville utódja.
1988-tól a GM már használta a Seville Touring Sedan elnevezést a Seville felszereltebb, erősebb modelljeire. 1992-ben elvált az STS és az SLS-vonal ( utóbbi Seville Luxury Sedan). A következő évben az STS megkapta az akkor még újnak számító Northstar System teljesítménycsomagot. Ez a csomag tartalmazott új sebességváltót, útérzékelő felfüggesztést, tárcsafékeket, sebességfüggő szervokormányt. Legfontosabb eleme az alumíniumból készülő V8-as motor volt. A világpiacon az STS a cég zászlóshajója, Észak-Amerikában a CTS és a DTS között helyezkedik el.

## 2005
Az elsőkerékhajtású Seville gyártása 2004-ben megszűnt, helyét egy teljesen új, a GM Sigma-alvázán alapuló hátsókerékhajtású STS vette át. Ez az első Cadillac szedán, mely összkerékhajtású változatban is rendelhető. A modellben jelent meg a rendkívül gyors reakcióra képes Magnetic Ride Control kerékfelfüggesztés, melyet később az új Corvette-en és Ferrarikon is alkalmaztak.
Az autót a Michigan állambeli Lansingben gyártják. Minden motor változó szelepvezérléses. A 2007-es New York-i Autószalonon a GM némileg frissített STS-t mutatott be sávelhagyásra figyelmeztető rendszerrel felszerelve.

## STS-V

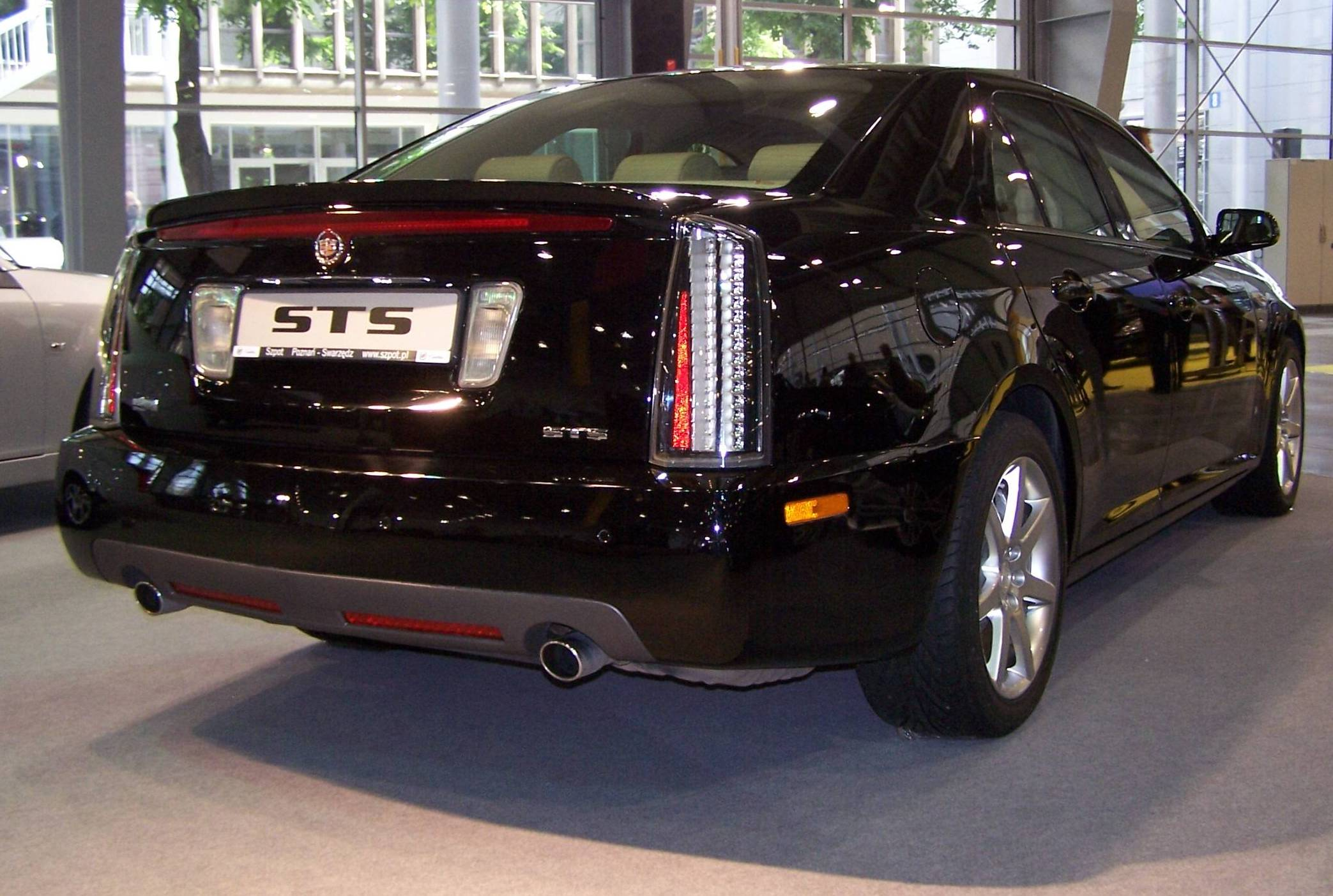
Cadillac STS

A 2006-os modellév újdonságát, az STS-V-t a 2005-ös Detroiti Autókiállításon mutatták be. A Northstar V8-as 4,4 liter lökettérfogatú, kompresszoros változata van benne, mely 440 lóerőt teljesít 582 Nm nyomaték mellett. A standard STS-hez képest jobbak a fékjei, nagyobbak a kerekei, jobban kormányozható, és feszesebb a felfüggesztése.

## SLS
A Cadillac 2006-ban mutatta be az STS hosszabb verzióját SLS néven. A kizárólag Kínában kapható autó kb. 6 cm-rel nagyobb lábhelyet biztosít a hátsó utasok számára. Sanghajban készül.